# Polany (rejon mołodecki)
Polany (biał. Паляны, ros. Поляны) – wieś na Białorusi, w obwodzie mińskim, w rejonie mołodeckim, w sielsowiecie Lebiedziewo.

## Historia
W czasach zaborów zaścianek w powiecie wilejskim, w guberni wileńskiej Imperium Rosyjskiego. W 1865 roku liczył 7 mieszkańców w 1 domu.
W latach 1921–1945 wieś leżała w Polsce, w województwie wileńskim, w powiecie wilejskim, od 1927 roku w powiecie mołodeczańskim,  w gminie Lebiedziewo.
Według Powszechnego Spisu Ludności z 1921 roku zamieszkiwały tu 78 osób, 12 było wyznania rzymskokatolickiego, 65 prawosławnego a 1 mahometańskiego. Jednocześnie 11 mieszkańców zadeklarowało polską, 66 białoruską a 1 tatarską przynależność narodową. Było tu 16 budynków mieszkalnych. W 1931 w 20 domach zamieszkiwało 125 osób.
Wierni należeli do parafii rzymskokatolickiej i prawosławnej w Lebiedziewie. Miejscowość podlegała pod Sąd Grodzki w Mołodecznie i Okręgowy w Wilnie; właściwy urząd pocztowy mieścił się w Lebiedziewie.
W wyniku napaści ZSRR na Polskę we wrześniu 1939 miejscowość znalazła się pod okupacją sowiecką. 2 listopada została włączona do Białoruskiej SRR. Od czerwca 1941 roku pod okupacją niemiecką. W 1944 miejscowość została ponownie zajęta przez wojska sowieckie i włączona do Białoruskiej SRR.
Od 1991 w składzie niepodległej Białorusi.